# Швейцер, Даррелл
Да́ррелл Шве́йцер (англ. Darrell Schweitzer, на русском издавался также как Даррелл Шва́йцер) (род. 27 августа 1952, Вудбери, Нью-Джерси, США) — американский писатель, литературный критик и составитель антологий в жанрах литературы ужасов и тёмного фэнтези.

## Литературная критика, эссеистика, антологии
Даррелл Швейцер стал впервые известен как критик, опубликовав монографии о творчестве Говарда Лавкрафта «Лавкрафт в кинематографе» (1975) и «Очерки о Лавкрафте» (1976). Впоследствии он создал ряд исследований, посвящённых творчеству таких авторов, как лорд Дансени, Стивен Кинг, Нил Гейман, Томас Лиготти и Роберт Говард, а также несколько сборников эссе о фантастической литературе. Кроме того, его перу принадлежит исследование поэтического творчества фронтмена культовой готик-рок группы Sisters of Mercy Эндрю Элдрича.
С 1987 года был помощником редактора в журнале Weird Tales. В 1993 году удостоился Всемирной премии фэнтези за работу над этим изданием.
Помимо этого, Швейцер составлял или принимал участие в составлении нескольких антологий, в частности, «Истории, рассказанные в баре Космопорта» (1986 год и продолжение в 1989 году, научная фантастика), «Секретная история вампиров» (2007 год, литература ужасов) и «Царствие Ктулху» (2010 год, литература ужасов).

## Рассказы
Собственные рассказы Даррелла Швейцера, которых на данный момент насчитывается более трёхсот, собраны в книгах «Мимолётное» (1993 год), «Беглецы из страны воображения» (1999 год), «Некромантия и адские миры» (1999 год), «Пейзажи ночи» (2000 год) и «Живя с мертвецами» (2008 год). Большая часть небольших произведений автора относится к жанрам хоррора и тёмного фэнтези, однако в отдельных рассказах он обращался также к научной фантастике.
Рассказы Даррелла Швейцера неоднократно включались в различные тематические антологии, такие как «Волшебники» (составитель М. Эшли), «Живые мертвецы» (в русском переводе «Нежить», составитель Дж. Адамс) и «Секретная история вампиров» (составлена самим писателем).

## Крупные произведения и их творческое своеобразие
На сегодняшний день Дарреллом Швейцером написаны три романа: «Расколотая богиня» (1982 год), «Белый остров» (1990 год) и «Маска чернокнижника».
Роман «Маска чернокнижника», исполненный в жанре тёмного фэнтези с сильным уклоном в сторону мистического ужаса, вышел в 1995 году и сразу же принёс своему создателю известность, в том числе за пределами США — в Британии и России. За «Маску чернокнижника» Швейцер удостоился лестных сравнений с такими классиками жанра, как лорд Дансени (которого сам Швейцер считает своим литературным учителем), Кларк Эштон Смит и Говард Лавкрафт. Художественное своеобразие книги заключается в построении оригинального вымышленного мира на основе древнеегипетских мифологических концепций и сочетания формы классического романа воспитания с образом антигероя-чернокнижника, представляющего тёмное начало.